# Euxoa polaris
Euxoa polaris là một loài bướm đêm trong họ Noctuidae.